# Anthessius pinnae
Anthessius pinnae is een eenoogkreeftjessoort uit de familie van de Anthessiidae. De wetenschappelijke naam van de soort is voor het eerst geldig gepubliceerd in 1959 door Humes.